# Tadeusz Zawadzki
Harcmistr podporučík Tadeusz Zawadzki (24. ledna 1921 – 20. srpna 1943) byl polský harcerský instruktor a odbojář, jeden z členů harcerské odbojové organizace Szare Szeregi. Používal přezdívky a krycí jména Zośka, Kajman, Kotwicki, Lech Pomarańczowy, Tadeusz Zieliński, Tadeusz.
Vedl útočnou skupinu ve slavné Akci u Arsenálu, v níž Útočné skupiny osvobodily z rukou gestapa přes 20 vězňů, včetně jeho přítele Jana Bytnara. Padl jako harcmistr a podporučík Zemské armády pří útoku na pohraniční strážnici ve vsi Sieczychy.
Byl synem profesora Józefa Zawadzkého, vynikajícího chemika a vůdčí postavy harcerského odboje.

## Vyznamenání
- Krzyż Walecznych x2
- Stříbrný kříž Virtuti Militari

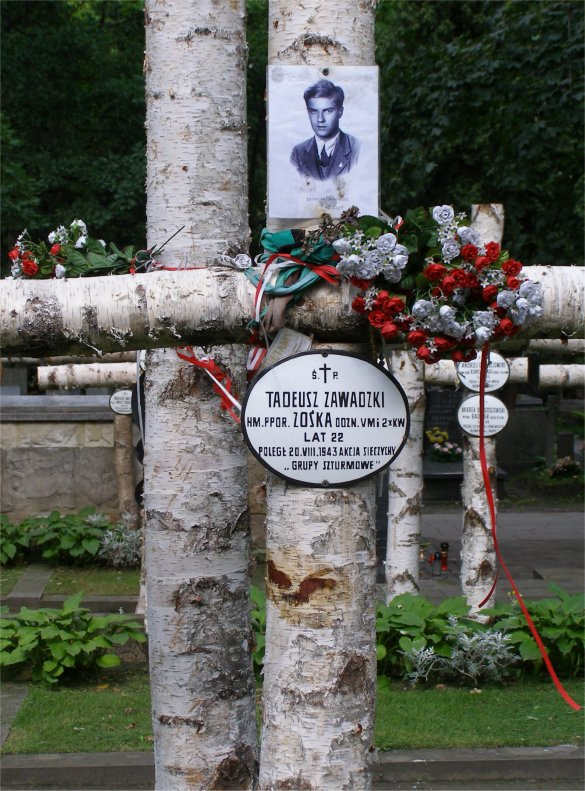
Kříž nad hrobem Tadeuszé Zawadzkého

Na jeho počest byl pojmenován prapor Zośka Zemské armády.